# François et le Chemin du soleil
Pour plus de détails, voir Fiche technique et Distribution.
François et le Chemin du soleil (Fratello sole, sorella luna) est un film en coproduction italienne, britannique et américaine, réalisé par Franco Zeffirelli, sorti en 1972. Il s'inspire de la vie et l'œuvre de François d'Assise.

## Synopsis
Assise, en Italie, début du XIIIe siècle. Fils d'un commerçant prospère, le jeune hédoniste François, âgé de 18 ans, part, revêtu de sa belle armure, pour défendre Assise contre la ville de Pérouse. À son retour, épuisé et malade, François a changé : il s'ouvre à l'amour de Dieu à travers la nature et son prochain. En même temps, il découvre la misère, la souffrance, et les conditions misérables dans lesquelles vivent les ouvriers de son père. Il se révolte et redistribue toutes les richesses familiales. Furieux, son père le traîne au tribunal...

## Fiche technique

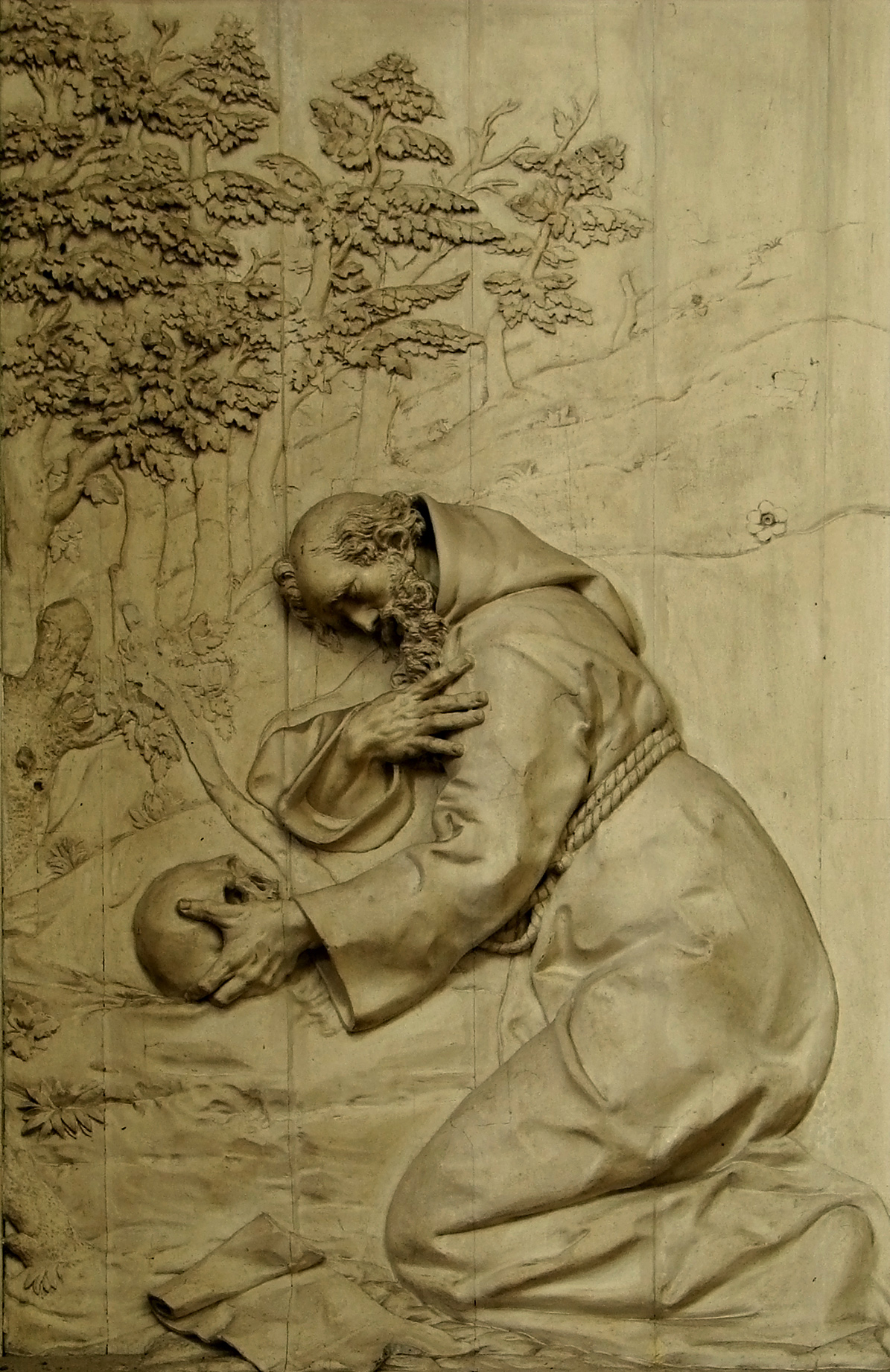
Chapelle St François d'Assise (Amiens)

- Titre original : Fratello sole, sorella luna
- Titre français : François et le Chemin du soleil
- Titre anglais : Brother Sun, Sister Moon
- Réalisation : Franco Zeffirelli
- Scénario : Suso Cecchi D'Amico, Lina Wertmuller, Franco Zeffirelli
- Direction artistique : Lorenzo Mongiardino, Gianni Quaranta
- Décors : Carmelo Patrono (en)
- Costumes : Danilo Donati
- Photographie : Ennio Guarnieri
- Son : Leslie Hodgson
- Montage : John Rushton et Reginald Mills
- Musique : Riz Ortolani et Donovan
- Production : Luciano Perugia
- Production associée : Dyson Lovell (en)
- Société de production :  Euro International Film,  Vic Films Productions
- Société de distribution : Paramount Pictures
- Pays de production :  États-Unis,  Royaume-Uni,  Italie
- Langue originale : anglais
- Format : couleur (Technicolor) — 35 mm — 1,85:1 — son Mono
- Genre : film biographique
- Durée : 135 minutes (Italie) ; 122 minutes (Royaume-Uni) ; 121 minutes (États-Unis)
- Dates de sortie :
  - Italie : 3 mars 1972
  - États-Unis : 2 décembre 1972
  - Royaume-Uni : avril 1973
  - France : 29 septembre 1973

## Distribution
- Graham Faulkner (en) : François
- Judi Bowker : Claire
- Leigh Lawson (en) : Bernard de Quintavalle
- Kenneth Cranham : Paul
- Lee Montague : Pietro di Bernardone, le père de François
- Valentina Cortese : Pica di Bernardone, la mère de François
- Adolfo Celi : le consul
- Alec Guinness : le pape Innocent III
- Michael Feast (en) : Silvestro
- Nicholas Willatt : Giacondo
- John Sharp : Évêque Guido
- Francesco Guerrieri : Deodato
- Carlo Pisacane : Prêtre de San Damiano
- Marne Maitland : Le dignitaire papal

## Distinctions

### Récompenses
- 17e cérémonie des David di Donatello 1972 : David di Donatello du meilleur réalisateur pour Franco Zeffirelli
- Prix OCIC au festival international du film de Saint-Sébastien 1973[1]

### Nominations
- Oscars 1974 : Lorenzo Mongiardino, Gianni Quaranta, Carmelo Patrono (en) pour l'Oscar des meilleurs décors
- BAFTA 1974 : Danilo Donati pour le British Academy Film Award des meilleurs costumes

## Production
- Franco Zeffirelli raconte dans une interview[2] qu'après le succès de Roméo et Juliette (1968), il avait approché Paramount Pictures, avec qui il était sous contrat exclusif, à propos de son idée de faire un film sur François d'Assise, mais que Paramount n'a pas voulu miser un gros budget, mais a seulement fourni un financement minimum pendant deux ans pour ce projet. Dans le même article, il est signalé que, au début de l'année 1970, Paramount avait négocié avec d'autres sociétés de production pour financer le film en contrepartie des droits de distribution en dehors de l'Amérique du Nord.
- Hollywood Reporter signale en octobre 1970[3] qu'Euro International allait produire le film, en laissant à Paramount notamment une partie des droits de distribution. En janvier 1971, un article de Daily Variety[4] rapporte qu'Euro International allait participer à 70% au projet, Vic Films étant le coproducteur minoritaire, avec Paramount participant en partie à l'investissement d'Euro International.
- Le film fut tourné sur plus de neuf mois, afin de pouvoir tourner sur plusieurs saisons[5].

## Autour du film
Le titre original du film Frère Soleil, Sœur Lune est inspiré du Cantique des créatures écrit par François d'Assise :
« Loué sois-tu, mon Seigneur, avec toutes tes créatures,
spécialement, monsieur frère Soleil,
lequel est le jour, et par lui tu nous illumines.
et il est beau et rayonnant avec grande splendeur,
de toi, Très-Haut, il porte la signification.

Loué sois-tu, mon Seigneur, par sœur Lune et les étoiles,
dans le ciel tu les as formées, claires, précieuses et belles. »